# Симон I (Цвайбрюкен)
Симон I фон Цвайбрюкен (на немски: Simon I von Zweibrucken; * пр. 1255/1259; † пр. 25 май 1281/1283) от род Валрамиди е граф на Цвайбрюкен и Еберщайн.

## Произход
Той е най-възрастният син на граф Хайнрих II фон Цвайбрюкен († сл. 8 септември 1282/1284) и съпругата му Агнес фон Еберщайн (* ок. 1218; † сл. ноември 1284), дъщеря наследничка на граф Еберхарт IV фон Еберщайн († 19 март 1263) и Аделхайд фон Сайн († ок. 22 ноември 1263).
Малко преди смъртта на баща му Хайнрих II двата му сина Еберхард I († пр. 1321) и Валрам I († 1308) поемат заедно управлението.
След смъртта на граф Еберхарт IV фон Еберщайн на 19 март 1263 г. майка му Агнес, като единствено живо дете, наследява Еберщайн. Управлението на Графство Еберщайн поема Симон.

## Фамилия
Симон I се жени за жена фон Калв-Льовенщайн, дъщеря на Готфрид III фон Калв-Льовенщайн († сл. 1277). Симон I се жени втори път пр. 1223 г. за фон Цафелщайн († 1284). Симон I има пет деца:
- Ута фон Цвайбрюкен († пр. 1290), омъжена пр. 1282 г. за херцог Конрад II фон Тек († 1292)[3]
- Хайнрих III фон Цвайбрюкен-Еберщайн († 1307), граф на Цвайбрюкен-Еберщайн и Щаркенбург, женен пр. 1237 г. за Кунигунда фон Брухзал († сл. 1307), вдовица на Филип VI фон Боланден († ок. 1303)
- Ото († сл. 1316)
- Еберхард (* 1276)
- Готфрид (1276 – 1297)